# Shengjian mantou
Le shengjian mantou (en chinois wu : ssanji mhoedhou, également connu sous le nom de shengjianbao en dehors de la région de langue wu) est un type de petits baozi (brioches à la vapeur) frits qui sont une spécialité de Shanghai. Il est généralement farci de porc et de gelée qui, une fois cuit, est mélangé à une soupe liquide. Le mantou shengjian est l'un des petits-déjeuners les plus courants à Shanghai depuis le début du XXe siècle.

## Origine du nom
En chinois moderne, une brioche farcie est appelée baozi ou bao, tandis que lorsqu'elle n'est pas farcie, elle est appelée mantou. Bien que dans la région de Jiangnan où le chinois wu est parlé, le mot mantou désigne les deux comme en chinois moyen. Ainsi, le shengjian mantou est appelé mantou bien qu'il s'agisse d'une brioche farcie. Il en va de même pour le xiaolong mantou, qui est souvent appelé xiaolongbao dans d'autres variantes du chinois.
Le nom shengjian mantou est souvent abrégé en shengjian (生煎, shēngjiān). 